# Tequila Arette
Tequila Arette wird in der Brennerei El Lano erzeugt und von der Destiladora Azteca de Jalisco, S.A. de C.V. in der Tequila-Hochburg Tequila in den Sorten Blanco, Suave Blanco (der milderen Version, denn Suave bedeutet weich bzw. fein), Suave Reposado und Extra Añejo hergestellt. Der letztgenannte Tequila erreicht seine volle Entfaltung durch eine dreijährige Lagerung in ehemaligen Bourbon-Eichenfässern.
Der Tequila ist benannt nach dem Siegerpferd des Springreiters Humberto Mariles Cortés, der bei den Olympischen Sommerspielen 1948 sowohl im Einzel- als auch im Mannschaftsreiten die Goldmedaille gewann.